# Rozalia Oros
Rozalia Husti z d. Oros (węg. Rozália Orosz, ur. 28 stycznia 1964 w Satu Mare) – rumuńska florecistka pochodzenia węgierskiego, reprezentująca także Niemcy, srebrna medalistka olimpijska i dwukrotna medalistka mistrzostw świata.
Na igrzyskach olimpijskich w Los Angeles w 1984 roku reprezentacja Rumunii w składzie: Aurora Dan, Monika Weber-Koszto, Rozalia Oros, Marcela Moldovan-Zsak i Elisabeta Tufan-Guzganu zdobyła drużynowo srebrny medal. Był to jej jedyny start olimpijski.
Podczas mistrzostw świata w Lozannie w 1987 roku wspólnie z Elisabetą Tufan, Reką Szabo, Claudią Grigorescu i Georgetą Becą zdobyła srebrny medal w turnieju drużynowym. W 1990 roku uzyskała obywatelstwo Niemiec i w barwach tego kraju, razem z Sabine Bau, Zitą Funkenhauser i Anją Fichtel zdobyła brązowy medal na mistrzostwach świata w Budapeszcie w 1991 roku.